# Soumbala
Le soumbala est une épice utilisée dans la cuisine africaine et faite à base de graine de néré. 

## Description

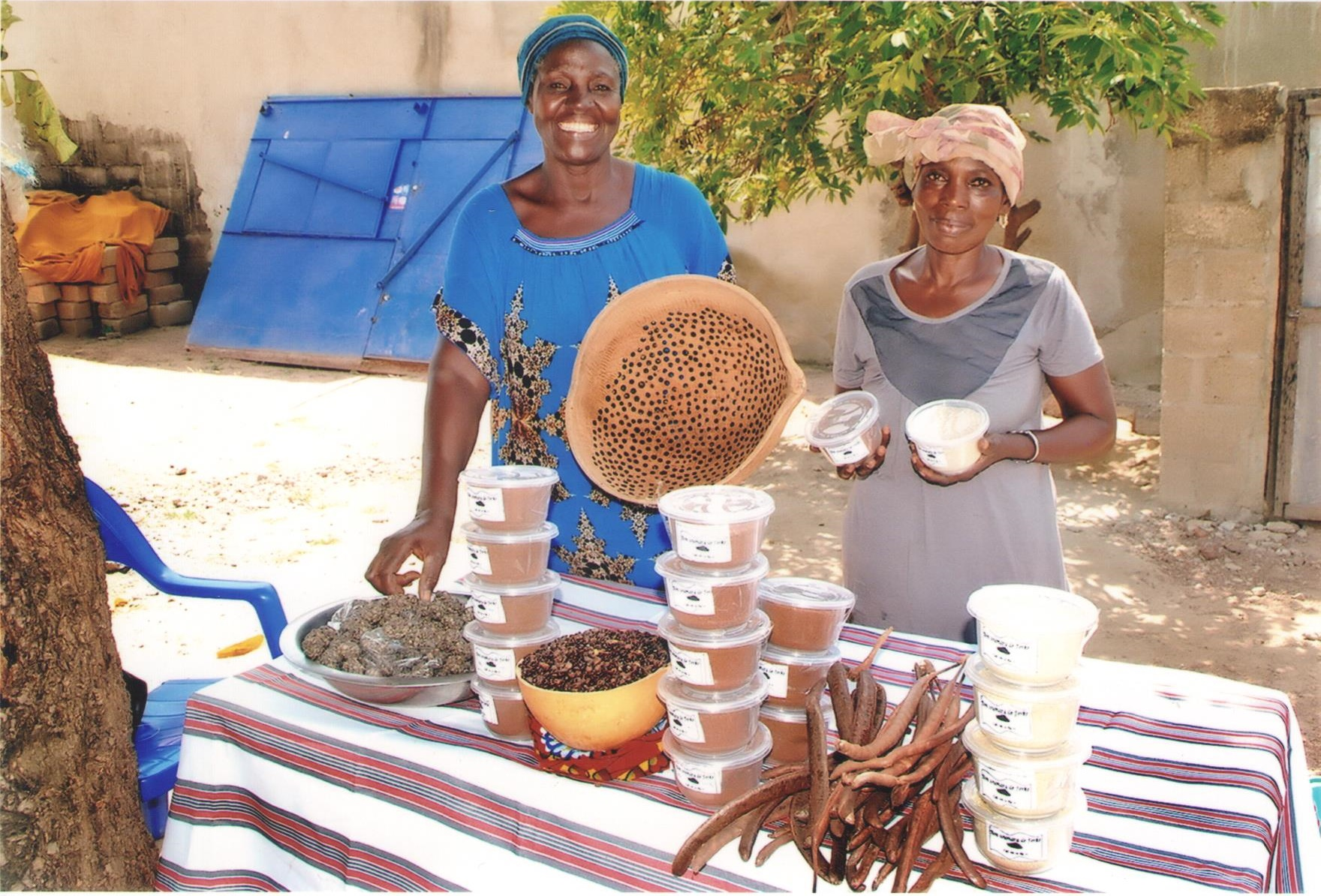
Vendeuses de soumbara et produits dérivés en Côte d'Ivoire.

Le soumbala (ou soumbara, ou encore netetou en wolof, dawadawa en igbo, ôdji en Poular, irù en Yoruba, kolgô en mooré, afitin en fon-gbe, tijun en ntcham (Bassar)) est un condiment utilisé en Afrique de l'Ouest, connue pour son odeur forte. C'est une sorte de caroube africaine.
Il est fabriqué traditionnellement avec les graines de l'arbre néré « Parkia Biglobosa » de la famille des Mimosaceae. Les graines de soja sont de plus en plus utilisées à cette fin, à cause de l'insuffisance en production des graines de néré.

## Processus de transformation
La transformation du néré en soumbala prend énormément de temps. Il faut donc suivre plusieurs étapes: 
- Faire sécher les fruits au soleil après la récolte sur un espace bien aéré afin d’évacuer l’humidité,
- Séparer à l'aide des mains les graines de leurs enveloppes,
- Piler les graines pour obtenir séparément de la farine et les amandes,
- Laisser cuire les amandes au feu de bois avec trois fois plus d’eau pendant 5 à 7 heures.
- Piller ensuite les amandes après cuisson avec un peu de cendre ou du sable pour enlever les téguments
- Rincer deux fois au moins avec de l’eau propre pour enlever le sable.
- Après le rinçage, trier pour séparer les graines dures et noire des bonnes graines avant de passer au trempage.
- Tremper les graines dans de l’eau pendant une ou deux heures.
- Faire cuire une deuxième fois les amendes pendant une ou deux heures,
- Etaler les graines dans des calebasses ou sur des sacs ensuite, et refermer avec un couvercle pour la fermentation. Cette étape peut prendre trois à quatre jours,
- Après la fermentation, sécher à l'air libre les graines au moins deux jours sur une tôle ou un sac avant de les constituer en boulettes ou les moudre pour obtenir de la poudre[3].

## Dégustation
Le soumbala est utilisé généralement comme épice dans les soupes, les sauces et de nombreux autres plats. Ainsi plusieurs il accompagne le nom de plusieurs plats comme riz gras au soumbala, poulet au soumbala, etc. Mais il peut être cuisiner seul pour accompagner d'autres mets. Le soumbala est donc conserver séché en poudre ou en boule. 

## Utilité nutritif
Le soumbala est un aliment riche en plusieurs nutriments tel que : fer, du calcium, du magnésium et des antioxydants. De ce fait, il peut être efficace pour la prévention ou le traitement de certaines maladies notamment le diabète, l’hypertension et certains cancers. Il est conseillé aux personnes ayant une tension artérielle élevée.